# Scania-Vabis L20
Scania-Vabis L20/L60/L71 — серия крупнотоннажных грузовых автомобилей, выпускавшихся шведским автопроизводителем Scania-Vabis в 1946—1958 годах.

## Scania-Vabis L20
В 1944 году была представлена модель Scania-Vabis L10. Через два года появилась модификация повышенной грузоподъёмности L20 с шестицилиндровым двигателем внутреннего сгорания Module. Существовала также модификация LS20 с поддерживающими колёсными парами.

## Scania-Vabis L60
С конца 1949 года производился вариант Scania-Vabis L60/LS60 с двигателем внутреннего сгорания производства Leyland Motors. В 1951 году 4-ступенчатая трансмиссия уступила место 5-ступенчатой.

## Scania-Vabis L71 Regent
С весны 1954 года производится вариант Scania-Vabis L71/LS71 Regent с пневматическими тормозами. С осени 1955 года автомобиль оснащён гидроусилителем руля.

## Двигатели
| Модель     | Годы производства | Двигатель                 | Объём    | Мощность            | Тип                 |
| ---------- | ----------------- | ------------------------- | -------- | ------------------- | ------------------- |
| L20        | 1946—1949         | Scania-Vabis D604: I6 ohv | 8476 см3 | 135 л. с. (101 кВт) | Дизельный двигатель |
| L60        | 1949—1954         | Scania-Vabis D622: I6 ohv | 8476 см3 | 135 л. с. (101 кВт) | Дизельный двигатель |
| L71 Regent | 1954—1958         | Scania-Vabis D642: I6 ohv | 9348 см3 | 150 л. с. (112 кВт) | Дизельный двигатель |

## Галерея

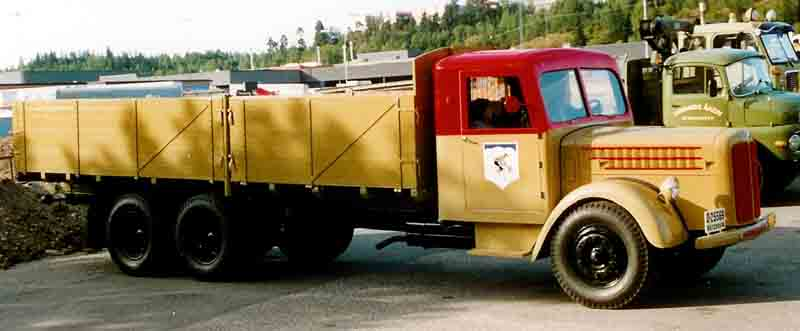
Scania-Vabis LS23
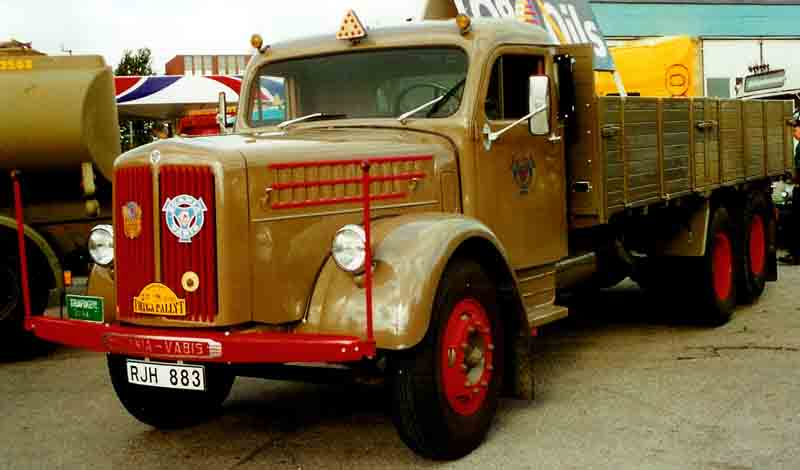
Scania-Vabis LS64
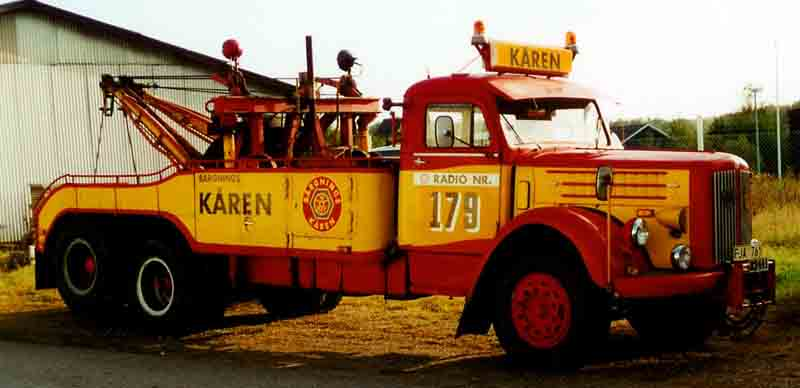
Scania-Vabis LS71